# Micha (mascotte)
Pour les articles homonymes, voir Micha.
Micha (en russe : Миша), Misha ou Michka (Мишка) est le nom de la mascotte des Jeux olympiques d'été de 1980 à Moscou. L'ourson a été réalisé par l'illustrateur de livres pour enfants Viktor Tchijikov. 

## Création
.

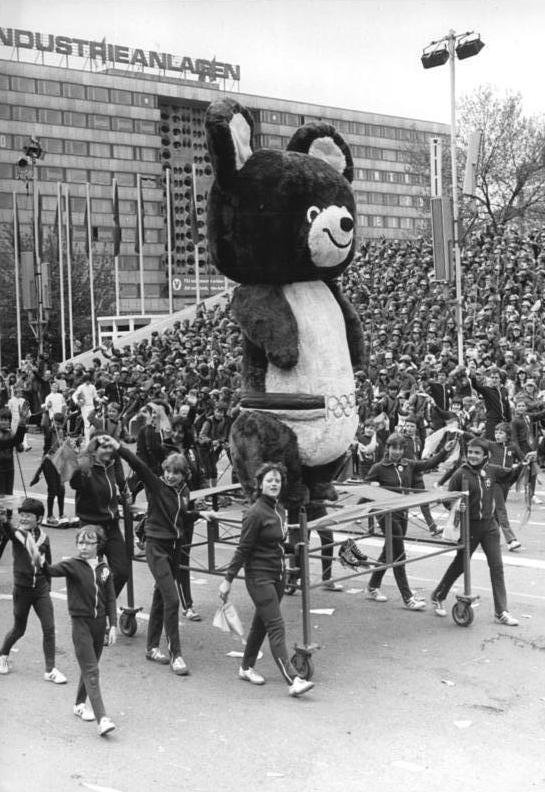
Le symbole des Jeux olympiques d'été de 1980 à Moscou, l'ours Micha. Sur la photo à Chemnitz anciennement Karl-Marx-Stadt lors d'une manifestation sportive avec les membres du Dynamo Dresden pour saluer les Jeux olympiques prochains de Moscou

Le comité d'organisation olympique lance un concours en 1977 pour la meilleure représentation d'un ours. La proposition de Viktor Tchijikov montrant un ourson souriant portant une ceinture aux couleurs olympiques avec comme boucle dorée les anneaux olympiques est retenue et confirmée le 19 décembre 1977.
À la cérémonie de clôture des Jeux olympiques d'été de 1980, Lev Lechtchenko chante la chanson Au revoir Moscou lorsque la mascotte géante Micha s'envole vers le ciel attaché à des ballons, devant les spectateurs émus.

## Postérité
Micha est la première mascotte d'évènement sportif à connaître un grand succès commercial : elle fut présentée aux cérémonies d'ouverture et de fermeture, eut ses apparitions à la télévision sous forme de personnage animé et figura sur plusieurs produits dérivés, une pratique désormais courante, non seulement avec les mascottes des Jeux olympiques, mais aussi avec celles de la FIFA.
Micha apparaît notamment dans l'épisode 13 de Nu, pogodi!, consacré aux Jeux olympiques de 1980, remettant à Zaïats et à Volk le prix de leur victoire : une pâtisserie à leur effigie.
Micha a également été la mascotte des Jeux mondiaux de la jeunesse de 1998, qui se sont tenus à Moscou.